# Pin Girometta
Pin Girometta è una maschera di Carnevale tradizionale del Varesotto.
È stata creata nel 1956 da Giuseppe Talamoni, un mascheraio di Varese, per partecipare ad un concorso bandito dalla Famiglia Bosina, la quale voleva trovare una maschera adatta a prender parte al Carnevale Bosino. Tale maschera è ispirata a un personaggio che girava il varesotto a vendere la girometta varesina, un piccolo pupazzetto di acqua e farina fatto benedire e usato come portafortuna.
La maschera del Pin Girometta è stata impersonata dal Vanetton (nome d'arte di Rico Vanetti) per molti anni fino alla sua morte; a seguito della scomparsa del Vanetti avvenuta nel 1990 Pin Girometta viene impersonato da Loris Baraldi.